# 관성 질량
역학에서 관성 질량(慣性質量, inertial mass)은 물체의 고유한 성질 중 하나로, 물체에 힘이 주어지면 주어진 힘의 크기와 그 힘에 의한 물체의 가속도의 비다. 실험적으로, 주어진 힘의 종류와 방향에 무관하게 관성 질량은 일정하다. 물리학에서 질량을 두가지로 정의할 수 있는데, 이는 관성 질량과 중력 질량이다. 실험적으로, 관성 질량과 중력 질량은 그 크기가 같다. 이들이 크기가 같은 이유는 일반상대론으로 설명한다.
물체에 힘을 가하면 속도가 변화된다. 속도의 변화율에 해당하는 가속도와 주어진 힘 사이에는 비례관계가 성립한다. 비례관계를 등호관계로 만들어 주기 위해서 비례상수가 사용되는데, 힘과 가속도 관계의 비례상수가 관성질량이다. 즉 물체의 질량을 물체가 지닌 관성의 정도라 정의할 수 있다. 이것은 질량을 뉴턴의 운동법칙으로 정의한다고 말하는 것과 같은 의미이다. 
이 힘과 가속도의 관계 등식은
{\displaystyle {\vec {F}}={\frac {d{\vec {p}}}{dt}}}
와 같이 나타낼 수 있다. 이때 {\displaystyle {\vec {p}}}는 운동량이다.

## 같이 보기
- 질량